# 图赖讷地区比埃伊
图赖讷地区比埃伊（法語：Bueil-en-Touraine，法語發音：[bɥɛj ɑ̃ tuʁɛn]）是法国安德尔-卢瓦尔省的一个市镇，位于该省北部，属于图尔区。

## 地理
图赖讷地区比埃伊（47°38'41"N, 0°33'0"E）面积18.06 平方千米，位于法国中央-卢瓦尔河谷大区安德尔-卢瓦尔省，该省份为法国中西部省份，北起萨尔特省、东北接卢瓦-谢尔省，东南接安德尔省，南至维埃纳省，西临曼恩-卢瓦尔省。
与图赖讷地区比埃伊接壤的市镇（或旧市镇、城区）包括：代姆河畔埃佩涅、讷维勒鲁瓦、圣帕泰尔恩拉康、维勒堡。

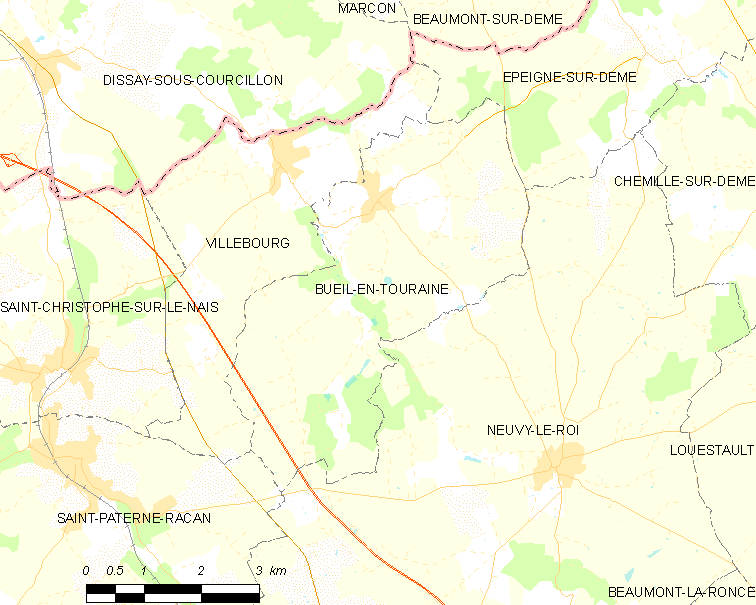
图赖讷地区比埃伊的OSM定位图

图赖讷地区比埃伊的时区为UTC+01:00、UTC+02:00（夏令时）。

## 行政
图赖讷地区比埃伊的邮政编码为37370，INSEE市镇编码为37041。

## 政治
图赖讷地区比埃伊所属的省级选区为雷诺堡县。

## 人口

1962-2008年间图赖讷地区比埃伊人口变化图示

图赖讷地区比埃伊于2022年1月1日时的人口数量为325人。